# Фламуртари (футбольный клуб, Приштина)
Футбольный клуб «Истогу» или просто ФК «Истогу» (алб. Klub Futbollistik Istogu; KF Istogu) — профессиональный косоварский футбольный клуб из города Приштина. Клуб основан в 1968 году.

## История
ФК «Фламуртари» был основан в Приштине в 1968 году. По популярности, это второй футбольный клуб в Приштине. 
Команда выступала в низших дивизионах чемпионатов Югославии. В 1990 году, после создания Первой лиги начала выступления в чемпионате. В 1993 и 1996 годах ФК «Фламуртари» завоевали Кубок Косова, а в сезоне 2006/07 стал финалистом этого турнира. В сезоне 2010/11 клуб занял предпоследнее 11-е место и вылетает из Суперлиги в первую лигу. В сезоне 2016/17 клуб занял второе место в Первой лиге и вернулся в высший дивизион Косова.
Клуб имеет организованную группу болельщиков, которые называют себя «Armata Kuq e Zi» («Красно-черная Армия»).

## Достижения
- Суперлига
  - Бронзовый призёр (3): 2001/02, 2004/05, 2005/06

- Первая лига
  - Серебряный призёр (1): 2016/17
  - Бронзовый призёр (1): 2015/16

- Кубок Косова
  - Победитель (2): 1992/93, 1995/96
  - Финалист (1): 2006/07